# 法國巴黎銀行
法國巴黎銀行（法語發音：[beɛnpe paʁiba]），簡稱法巴，是一家世界級的金融集團，總部在法國巴黎，屬於法國最大的銀行，存款額亦為歐元區最大的銀行，並是世界最大的銀行之一，為系統重要性金融機構前四強。該行由法國兩間主要商業銀行－巴黎國民銀行與巴黎巴銀行在2000年5月23日正式合併而成。根据2019年Global Finance的排名，法國巴黎銀行在总资产上为世界第10大银行。
法国巴黎银行早於1860年進駐亞太區，是區內實力最為雄厚的國際金融機構之一，其業務遍及區內13個市場。
法国巴黎银行在全球72个国家及地区开展业务，雇佣员工超过20万。
根据2019年法国巴黎银行发布的第三季财报，当季营收109亿欧元，净获利19.4亿欧元，超出原预期。
根据2019年Global Finance的排名，法国巴黎银行在总资产上为世界第10大银行。

## 國際投資

### 亞洲

#### 香港
法国巴黎银行于1958年进入香港，为机构及私人投资者、企业或金融中介机构提供服务。 
該行在香港有兩間子公司：
- 法國巴黎百富勤：設於香港，提供全面性的投資銀行服務，前身為梁伯韜成立的百富勤投資，後來併入法國巴黎銀行並易名為法國巴黎百富勤。
- 法國巴黎私人銀行（BNP Paribas Private Bank）

#### 臺灣
於1981年在臺北開設首家辦事處，目前在臺北、臺中、高雄三處城市設有分行。該行在台分行主要以企業金融、財富管理與投資銀行為營運項目，負責資本市場、顧問諮詢、全球交易銀行及融資業務。私人銀行業務目前在台灣外商銀行中市佔第二大之外商私人銀行（僅次於UBS）。
保險業務方面，於1998年5月成立佳迪福人壽保險公司台灣分公司（現為法國巴黎人壽保險公司台灣分公司），是台灣第一家法商保險公司；2001年4月成立佳迪福產物保險公司台灣分公司（現為法國巴黎產物保險公司台灣分公司）。也透過策略結盟，與合作金庫金融控股合作成立「合作金庫人壽保險股份有限公司」，持有其49%的股權。
2011年法巴亦曾與合庫合資成立「合庫巴黎投信」，但因經營理念不同，於2014年由合庫購回法巴投資的股份。

#### 中國大陆
法國巴黎銀行於1860年就在上海設立首間辦事處，為最早進駐中國的外資銀行之一。如今法国巴黎银行(中国)有限公司总部就设于上海，并在北京、天津及广州三地设有分行，拥有近500名雇员，通过企业及机构银行和国际金融业务等部门为客户提供银行、融资和资讯服务。   
法国巴黎银行是南京银行(BoN)在零售和商业银行业务的战略伙伴，自2005年以来的第二大股东。截至2013年6月30日，法国巴黎银行拥有南京银行的18%股份。
2003年，法國巴黎银行與海通證券成立了海富通基金公司，並持有海富通基金公司49%的股份。
2013年7月8日ING將所持中國合資保險企業中荷人壽50%的股權出售給法國巴黎銀行的保險子公司BNP Paribas Cardif巴黎保險集團，之後著重於人民幣業務，曾獲得人民幣業務傑出大奬。

#### 東南亞
在越南、印尼、新加坡、泰國及馬來西亞也設有營運據點，業務內容則以企業融資及國際金融為主。

### 歐洲
2006年2月7日法國巴黎銀行斥資90億歐元收購意大利第六大銀行意大利國家勞工銀行。
2008年10月6日法國巴黎銀行斥資145億歐元(198億美元)收購富通集團在比利時及盧森堡的業務，並將獲得富通的國際特許經營權，發行約1.326億股新股支付其中90億歐元，55億歐元為現金。富通兩地業務包括2390億歐元客戶存款，比利時分行逾1000家，法巴亦收購富通於波蘭、土耳其及法國的零售網絡。 該交易不包括富通集團在荷蘭的業務。根據交易條款﹐該行將從比利時政府手中收購富通銀行(Fortis Bank) 75%的股份﹐比利時政府將繼續持有餘下的25%權益並將購入富通旗下比利時保險資產10%權益，及接收大部份有毒資產至12% ，同時將從盧森堡政府手中收購Fortis Banque Luxembourg 16%的股份﹐從而使其在Fortis Banque Luxembourg的控股權益提高至67%。收購價則由55億歐元降至5.5億歐元 （約7.09億美元）。此外，富通銀行將在法國巴黎銀行融資擔保下，出價13.75億歐元從富通集團手中買入富通比利時保險公司25%的股份。比利時和盧森堡政府也成為法國巴黎銀行的股東﹐持股比例分別為11.6%和1.1%。2013年11月14日法國巴黎銀行斥資３２﹒５億歐元（４３﹒７億美元），收購比利時政府所持其當地消費銀行子公司BNP Paribas Fortis２５％的股權。
至2015年底集團業務在歐洲主要專注於比利時、法國、意大利及盧森堡等國。

### 美洲

#### 美國
2001年：法巴集團併購歷史悠久的美西銀行（於1874年在美國成立）。
2021年12月：法國巴黎銀行退出美國零售銀行市場, 同意將美西銀行(Bank of the West)以163億美元的價格出售給蒙特利尔银行。

## 相关事件
2014年6月，法国巴黎银行承认伪造商业记录和共谋，承认违反美国法律为美国实施制裁的国家（古巴、伊朗和苏丹）转移资金，为此法国巴黎银行将支付89.7亿美元罚款。除罚金外，该银行的13名高管将离职，2015年起被禁止通过纽约和美国其他子公司作美元结算业务，为期一年。

## 相關
- 趙海珠 (前無綫電視主播)
- 梁伯韜
- 窝輪
- 衍生工具

## 外部連結
- 法國巴黎銀行 （页面存档备份，存于）
- 法國巴黎銀行中國大陆 （页面存档备份，存于）
- 法國巴黎銀行香港 （页面存档备份，存于）
- 法國巴黎銀行台灣 （页面存档备份，存于）